# Liste der Kulturdenkmäler in Groß-Zimmern
Die folgende Liste enthält die in der Denkmaltopographie ausgewiesenen Kulturdenkmäler auf dem Gebiet  der Gemeinde Groß-Zimmern, Landkreis Darmstadt-Dieburg, Hessen.
Hinweis: Die Reihenfolge der Denkmäler in dieser Liste orientiert sich zunächst an Ortsteilen und anschließend der Anschrift, alternativ ist sie auch nach der Bezeichnung oder der Bauzeit sortierbar.
Kulturdenkmäler werden fortlaufend im Denkmalverzeichnis des Landes Hessen durch das Landesamt für Denkmalpflege Hessen auf Basis des Hessischen Denkmalschutzgesetzes (HDSchG) geführt. Die Schutzwürdigkeit eines Kulturdenkmals hängt nicht von der Eintragung in das Denkmalverzeichnis des Landes Hessen oder der Veröffentlichung in der Denkmaltopographie ab.

Das Vorhandensein oder Fehlen eines Objekts in dieser Liste ist keine rechtsverbindliche Auskunft darüber, ob es Kulturdenkmal ist oder nicht: Diese Liste entspricht möglicherweise nicht dem aktuellen Stand der offiziellen Denkmaltopographie. Diese ist für Hessen in den entsprechenden Bänden der Denkmaltopographie Bundesrepublik Deutschland und im Internet unter DenkXweb – Kulturdenkmäler in Hessen einsehbar. Auch diese Quellen sind, obwohl sie durch das Landesamt für Denkmalpflege Hessen aktualisiert werden, nicht immer aktuell, da es im Denkmalbestand immer wieder Änderungen gibt.
Eine verbindliche Auskunft erteilt allein das Landesamt für Denkmalpflege Hessen.
Nutze diese Kartenansicht, um Koordinaten in der Liste zu setzen. In dieser Kartenansicht sind Kulturdenkmale ohne Koordinaten mit einem roten bzw. orangen Marker dargestellt und können in der Karte gesetzt werden. Kulturdenkmale ohne Bild sind mit einem blauen bzw. roten Marker gekennzeichnet, Kulturdenkmale mit Bild mit einem grünen bzw. orangen Marker.

## Kulturdenkmäler nach Ortsteilen

### Groß-Zimmern
| Bild                         | Bezeichnung                         | Lage                                                      | Beschreibung | Bauzeit | Daten |
| ---------------------------- | ----------------------------------- | --------------------------------------------------------- | ------------ | ------- | ----- |
| Gesamtanlage Angelstraße     | Gesamtanlage Angelstraße            | Lage                                                      |              |         |       |
| Gesamtanlage Kirchstraße     | Gesamtanlage Kirchstraße            | Lage                                                      |              |         |       |
| Gesamtanlage Bachgasse       | Gesamtanlage Bachgasse              | Lage                                                      |              |         |       |
| Gesamtanlage Obermühle       | Gesamtanlage Obermühle              | Lage                                                      |              |         |       |
| Ehemalige Mühle              | Ehemalige Mühle                     | An der Gersprenz 2 LageFlur: 4, Flurstück: 55/1           |              |         |       |
|                              |                                     | Am Heckengarten LageFlur: 1, Flurstück: 70                |              |         |       |
|                              |                                     | Am Heckengarten LageFlur: 1, Flurstück: 71/1              |              |         |       |
| Ehemalige Schule und Rathaus | Ehemalige Schule und Rathaus        | Angelstraße 18 LageFlur: 1, Flurstück: 476/4              |              |         |       |
| Wohnhaus                     | Wohnhaus                            | Angelstraße 37 LageFlur: 1, Flurstück: 324/1              |              |         |       |
| Wohnhaus                     | Wohnhaus                            | Angelstraße 46 LageFlur: 1, Flurstück: 589/8              |              |         |       |
| Wohnhaus                     | Wohnhaus                            | Angelstraße 54 LageFlur: 1, Flurstück: 599/1              |              |         |       |
| Wohnhaus                     | Wohnhaus                            | Bachgasse 1 LageFlur: 1, Flurstück: 98                    |              |         |       |
| Wohnhaus                     | Wohnhaus                            | Bachgasse 11 LageFlur: 1, Flurstück: 79                   |              |         |       |
| Wohnhaus                     | Wohnhaus                            | Bachgasse 18 LageFlur: 1, Flurstück: 106/1                |              |         |       |
|                              |                                     | Darmstädter Straße 14 LageFlur: 15, Flurstück: 537/1      |              |         |       |
|                              |                                     | Darmstädter Straße 99 LageFlur: 17, Flurstück: 52         |              |         |       |
| Wohn- und Geschäftshaus      | Wohn- und Geschäftshaus             | Enggasse 1 LageFlur: 1, Flurstück: 231/1                  |              |         |       |
| Wohn- und Geschäftshaus      | Wohn- und Geschäftshaus             | Enggasse 10 LageFlur: 1, Flurstück: 220                   |              |         |       |
| Wohnhaus                     | Wohnhaus                            | Enggasse 11 LageFlur: 1, Flurstück: 227                   |              |         |       |
| Bild gesucht BW              | Grabmale auf dem Friedhof           | Friedhofstraße LageFlur: 15, Flurstück: 193               |              |         |       |
| Katholisches Pfarramt        | Katholisches Pfarramt               | Kettelerstraße 2 LageFlur: 16, Flurstück: 43/1            |              |         |       |
| Wohnhaus                     | Wohnhaus                            | Kirchstraße 11 LageFlur: 1, Flurstück: 35                 |              |         |       |
| Nebengebäude                 | Nebengebäude                        | Kirchstraße 11 LageFlur: 1, Flurstück: 35                 |              |         |       |
| weitere Bilder               | Evangelische Pfarrkirche            | Kirchstraße 17 LageFlur: 1, Flurstück: 53/1               |              |         |       |
| Ehemaliges Rathaus           | Ehemaliges Rathaus                  | Kirchstraße 19 LageFlur: 1, Flurstück: 53/2               |              |         |       |
| Wohnhaus                     | Wohnhaus                            | Kreuzstraße 7 LageFlur: 1, Flurstück: 167                 |              |         |       |
| Wohnhaus                     | Wohnhaus                            | Kreuzstraße 10/12 LageFlur: 1, Flurstück: 154/1           |              |         |       |
|                              |                                     | Kreuzstraße 22 LageFlur: 1, Flurstück: 440/2              |              |         |       |
| Evangelisches Pfarrhaus      | Evangelisches Pfarrhaus             | Leberechtstraße 26 LageFlur: 1, Flurstück: 243/2          |              |         |       |
| Bild gesucht BW              | Friedensschule                      | Wilhelm-Leuschner-Straße 11 LageFlur: 1, Flurstück: 805/6 |              |         |       |
| Bild gesucht BW              |                                     | Wilhelm-Leuschner-Straße 15 LageFlur: 1, Flurstück: 807/2 |              |         |       |
| weitere Bilder               | Katholische Kirche St. Bartholomäus | Wilhelm-Leuschner-Straße 23 LageFlur: 1, Flurstück: 43/1  |              |         |       |
|                              |                                     | Wilhelm-Leuschner-Straße 25 LageFlur: 1, Flurstück: 43/1  |              |         |       |

### Klein-Zimmern
| Bild                              | Bezeichnung                             | Lage                                               | Beschreibung | Bauzeit | Daten |
| --------------------------------- | --------------------------------------- | -------------------------------------------------- | ------------ | ------- | ----- |
| Bild gesucht BW                   | Gesamtanlage Klein Zimmern              | Lage                                               |              |         |       |
| weitere Bilder                    | Ehemalige Wasserburg, später Waisenhaus | Burgstraße 5 LageFlur: 1, Flurstück: 87            |              |         |       |
| weitere Bilder                    | Kapelle des Waisenhauses                | Burgstraße 5 LageFlur: 1, Flurstück: 87            |              |         |       |
| weitere Bilder                    | Schulgebäude des Waisenhauses           | Burgstraße 5 LageFlur: 1, Flurstück: 87            |              |         |       |
| Hofanlage                         | Hofanlage                               | Burgstraße 10 LageFlur: 1, Flurstück: 84/3         |              |         |       |
| Sogenanntes Großes Hirtenhaus     | Sogenanntes Großes Hirtenhaus           | Geißberg 1 LageFlur: 1, Flurstück: 44              |              |         |       |
| Ehemalige katholische Pfarrkirche | Ehemalige katholische Pfarrkirche       | Kirchplatz 1 LageFlur: 1, Flurstück: 1/3           |              |         |       |
| Wohnhaus                          | Wohnhaus                                | Marktstraße 12 LageFlur: 1, Flurstück: 96          |              |         |       |
| Wegkreuz                          | Wegkreuz                                | außerhalb der Ortslage LageFlur: 2, Flurstück: 5/1 |              |         |       |
| Wegkreuz                          | Wegkreuz                                | außerhalb der Ortslage LageFlur: 4, Flurstück: 34  |              |         |       |

## Abgegangene Kulturdenkmäler
| Bild            | Bezeichnung | Lage                                                     | Beschreibung | Bauzeit | Daten |
| --------------- | ----------- | -------------------------------------------------------- | ------------ | ------- | ----- |
| Bild gesucht BW | Wohnhaus    | Angelstraße 31 LageFlur: 1, Flurstück: 385               |              |         |       |
| Bild gesucht BW | Wohnhaus    | Wilhelm-Leuschner-Straße 27 LageFlur: 1, Flurstück: 41/7 |              |         |       |